# Nuno Marques
Nuno Miguel Bacelar de Vasconcelos Marques (Porto, 9 aprile 1970) è un allenatore di tennis ed ex tennista portoghese.

## Carriera
Ottenne il suo best ranking in singolare il 25 settembre 1995 con la 86ª posizione, mentre nel doppio divenne il 21 aprile 1997, il 58º del ranking ATP.
In carriera, vinse un unico torneo ATP di doppio; ciò accadde nel 1997 al Grand Prix Hassan II nel quale, in coppia con il connazionale João Cunha e Silva, superò in finale i marocchini Karim Alami e Hicham Arazi con il risultato di 7-6, 6-2. In precedenza, nel 1995 e nel 1996, riuscì in altre due occasioni a raggiungere la finale di un torneo ATP, nello specifico nell'Hall of Fame Tennis Championships e nel Bournemouth Open, uscendone però sconfitto.
Fece parte della squadra portoghese di Coppa Davis dal 1986 al 2002 in ventisette occasioni con un bilancio complessivo di trentadue vittorie e ventisei sconfitte.

## Statistiche

### Tornei ATP

#### Doppio

##### Vittorie (1)
| Legenda singolare                                    |
| Grande Slam (0)                                      |
| ATP World Tour Finals (0)                            |
| ATP Super 9 / ATP Masters Series (0)                 |
| ATP Championship Series / ATP International Gold (0) |
| ATP World Series / ATP International Series (1)      |

| Numero | Data          | Torneo                           | Superficie  | Compagno           | Avversari in finale      | Punteggio |
| 1.     | 24 marzo 1997 | Grand Prix Hassan II, Casablanca | Terra rossa | João Cunha e Silva | Karim Alami Hicham Arazi | 7-6, 6-2  |

##### Sconfitte in finale (2)
| Legenda singolare                                    |
| Grande Slam (0)                                      |
| ATP World Tour Finals (0)                            |
| ATP Super 9 / ATP Masters Series (0)                 |
| ATP Championship Series / ATP International Gold (0) |
| ATP World Series / ATP International Series (2)      |

| Numero | Data             | Torneo                                     | Superficie  | Compagno         | Avversari in finale               | Punteggio |
| 1.     | 10 luglio 1995   | Hall of Fame Tennis Championships, Newport | Terra rossa | Paul Kilderry    | Jörn Renzenbrink Markus Zoecke    | 1-6, 2-6  |
| 2.     | 9 settembre 1996 | Bournemouth Open, Bournemouth              | Erba        | Rodolphe Gilbert | Marc-Kevin Goellner Greg Rusedski | 3-6, 6-7  |

### Tornei minori

#### Singolare

##### Vittorie (5)
| Legenda tornei minori |
| Challenger (5)        |
| Futures (0)           |

| Numero | Data             | Torneo                          | Superficie  | Avversario in finale | Punteggio     |
| 1.     | 13 marzo 1989    | Madeira Challenger, Madera      | Cemento     | Jeremy Bates         | 6-3, 6-3      |
| 2.     | 20 marzo 1989    | Vilamoura Challenger, Vilamoura | Cemento     | Alex Antonitsch      | 6-2, 4-6, 6-3 |
| 3.     | 4 settembre 1995 | Azores Challenger, Azzorre      | Cemento     | Wayne Black          | 3-6, 6-3, 6-2 |
| 4.     | 2 settembre 1996 | Azores Challenger, Azzorre      | Cemento     | Luis Herrera         | 6-7, 6-4, 6-4 |
| 5.     | 28 ottobre 1996  | Ahmedabad Challenger, Ahmedabad | Terra rossa | Eyal Ran             | 6-3, 6-1      |

#### Doppio

##### Vittorie (20)
| Legenda tornei minori |
| Challenger (19)       |
| Futures (1)           |

| Numero | Data              | Torneo                                      | Superficie  | Compagno           | Avversari in finale                     | Punteggio     |
| 1.     | 25 febbraio 1991  | Guadeloupe Challenger, Guadalupa            | Cemento     | João Cunha e Silva | Olivier Delaître Rodolphe Gilbert       | 6-3, 6-1      |
| 2.     | 16 maggio 1994    | Budapest Challenger, Budapest               | Terra rossa | João Cunha e Silva | Gábor Köves László Markovits            | 6-7, 6-4, 7-6 |
| 3.     | 6 giugno 1994     | Weiden Challenger, Weiden in der Oberpfalz  | Terra rossa | Tommy Ho           | Eyal Ran Gabriel Silberstein            | 6-3, 6-1      |
| 4.     | 17 ottobre 1994   | Challenger Ciudad de Guayaquil, Guayaquil   | Terra rossa | João Cunha e Silva | Matt Lucena Richard Schmidt             | 7-6, 6-4      |
| 5.     | 6 marzo 1995      | Garmisch Challenger, Garmisch-Partenkirchen | Cemento (i) | Lionel Barthez     | Mathias Huning Dick Norman              | 7-6, 7-6      |
| 6.     | 15 maggio 1995    | Dresden Challenger, Dresda                  | Terra rossa | Matt Lucena        | Mike Bauer Jon Ireland                  | 6-1, 6-4      |
| 7.     | 20 maggio 1996    | Budapest Challenger, Budapest               | Terra rossa | Tom Vanhoudt       | Eyal Ran Laurence Tieleman              | 6-4, 6-1      |
| 8.     | 29 luglio 1996    | Merano Challenger, Merano                   | Terra rossa | João Cunha e Silva | Cristian Brandi Filippo Messori         | 6-1, 6-4      |
| 9.     | 12 agosto 1996    | Alicante Challenger, Alicante               | Terra rossa | José Antonio Conde | Julián Alonso Emilio Sánchez            | 6-4, 7-5      |
| 10.    | 16 settembre 1996 | Oporto Challenger, Porto                    | Terra rossa | Emanuel Couto      | Bernardo Mota Jimy Szymanski            | 6-7, 6-3, 7-5 |
| 11.    | 31 marzo 1997     | Open Barletta, Barletta                     | Terra rossa | Tom Vanhoudt       | Alberto Martín Albert Portas            | 6-3, 6-4      |
| 12.    | 19 maggio 1997    | Budapest Challenger, Budapest               | Terra rossa | Tom Vanhoudt       | Aleksandar Kitinov Greg Van Emburgh     | 2-6, 6-4, 6-3 |
| 13.    | 4 agosto 1997     | Open Castilla y León, Segovia               | Cemento     | João Cunha e Silva | Juan Ignacio Carrasco Brian Eagle       | 6-7, 6-2, 6-4 |
| 14.    | 6 ottobre 1997    | Ciutat de Barcelona, Barcellona             | Terra rossa | Tamer El Sawy      | Dinu Pescariu Davide Sanguinetti        | 6-1, 6-2      |
| 15.    | 8 giugno 1998     | Weiden Challenger, Weiden in der Oberpfalz  | Terra rossa | Nenad Zimonjić     | Simon Aspelin Chris Tontz               | 6-4, 3-6, 6-3 |
| 16.    | 6 luglio 1998     | Oberstaufen Cup, Oberstaufen                | Terra rossa | Rogier Wassen      | Omar Camporese Dušan Vemić              | 7-6, 7-6      |
| 17.    | 8 febbraio 1999   | Lucknow Challenger, Lucknow                 | Erba        | Tom Vanhoudt       | Marcos Ondruska Andrew Richardson       | 6-4, 5-7, 6-1 |
| 18.    | 12 luglio 1999    | S Tennis Masters Challenger, Graz           | Terra rossa | Tom Vanhoudt       | Albert Portas Germán Puentes            | 6-2, 6-2      |
| 19.    | 13 marzo 2000     | Lisbon Challenger, Lisbona                  | Terra rossa | João Cunha e Silva | Salvador Navarro Tommy Robredo          | 7-5, 6-4      |
| 20.    | 29 settembre 2008 | Porto Open, Porto                           | Terra rossa | Leonardo Tavares   | Vladislav Bondarenko Vladislav Klimenko | 6-4, 6-3      |